# Des Märchens Geburt
Des Märchens Geburt ist eine Märchenerzählung, die nur in frühen Auflagen die Einleitung in Ludwig Bechsteins Deutsches Märchenbuch war.

## Inhalt
Zwei Königskinder sind im prächtigsten Garten unglücklich. Auch ihre Mutter ist ratlos, bis der Vogel Phantasie ihnen ein Ei bringt: Das Märchen.

## Herkunft
Anscheinend erfand Bechstein die Allegorie selbst. Später ließ er sie weg.